# Museo de la Moda
El Museo de la Moda es una institución privada que reúne, conserva y expone principalmente prendas de vestir de celebridades de todo el mundo que han sido donadas o adquiridas en remates internacionales. Fue inaugurado en julio de 2007 por la Fundación Museo de la Moda, creada en 1999 por Jorge Yarur Bascuñán, hijo del abogado y empresario Jorge Yarur Banna. Sus instalaciones están situadas en la comuna de Vitacura, en Santiago, Chile, en la que antiguamente fue la casa de la familia Yarur Bascuñán. De las más de 15 000 piezas que posee, en el Museo de la Moda se destacan piezas desde el siglo V a. C. hasta la actualidad, concentrándose en los años 1950 y 1960, siendo uno de los principales museos dedicados a la moda en América Latina.

## Historia
La creación de la Fundación Museo de la Moda se inicia en el año 1999 por iniciativa de Jorge Yarur Bascuñán, nieto de Juan Yarur Lolas, Presidente y Fundador de Yarur Manufacturas Chilenas de Algodón, e hijo de Jorge Yarur Banna, Presidente del Banco de Crédito e Inversiones BCI.
El espacio que acoge las exhibiciones del Museo, fue antiguamente la residencia familiar, la cual fue construida entre los años 1960 y 1962, por los arquitectos chilenos Carlos Bolton, Sergio Larraín, Luis Prieto y Jaime Lorca; un ejemplo de arquitectura moderna, con una clara influencia de las ideas vanguardistas del arquitecto estadounidense, Frank Lloyd Wright, y con líneas arquitectónicas marcadamente japonesas. El jardín, fue diseñado por el paisajista chileno-japonés, Luis Nakagawa, y la decoración interior de la casa estuvo a cargo de Mario Matta Echaurren.
Dentro de esta residencia se crea el Museo de la Moda. Se realizaron intervenciones mínimas para cumplir con los requerimientos de conservación y de exhibición a medida de las recomendaciones museológicas y museográficas internacionales. El 2007 se inaugura el Museo y se abre al público. Así, luego de siete años de trabajo, la residencia de la familia Yarur Bascuñán, se transformó en el Museo de la Moda. El recinto se construyó resguardando la arquitectura y los espacios originales de la casa. Sólo se realizaron intervenciones mínimas para cumplir con los requerimientos de conservación de la colección del Museo. Al mismo tiempo, se formó un equipo multidisciplinario para el desarrollo del proyecto y se construyó un edificio, aledaño al Museo, que comprende oficinas, laboratorio, taller de restauración, centro de documentación y depósitos de las colecciones.
El diario estadounidense The New York Times destacó el 2011 al Museo de la Moda como una de las principales atracciones de Santiago, en el contexto de la elaboración de su ranking de las ciudades más interesantes para visitar en el año 2011, en su sección de viajes-“el espacio cultural más notable que se ha abierto en los últimos años”. En el artículo "Fashion Museums Are à La Mode", dos años después, en 2013, el Museo fue otra vez mencionado por The New York Times.
En el 2013, el Museo de la Moda recibió una mención de honor en el III Premio Iberoamericano de Educación y Museos, otorgado por la institución internacional Ibermuseus.
El 17 de enero de 2014 se obtuvo el certificado ISO9001, operando con estándares de calidad, de monitoreo, de eficacia y de eficiencia, reduciendo las incidencias negativas y aumentando los niveles de calidad de los servicios.
El Museo de la Moda forma parte del Registro de Museos de Chile.

## Colección
La colección del Museo de la Moda empezó a gestarse en 1999 con el legado de los padres de Jorge Yarur Bascuñán, Jorge Yarur Banna y Raquel Bascuñán Cugnoni, compuesto por vestuario y artes decorativas de las décadas de 1950 y 1960.
La colección se divide en cuatro grandes sectores, la Colección Documental, Colección de Artes Decorativas, Colección Textil y Colección de Accesorios

### Colección Textil y Colección de Accesorios
El Museo actualmente alberga una importante y única colección (más de 15.000 piezas) de textiles, vestuarios y accesorios pertenecientes a la Cultura Occidental de los últimos cuatro siglos, la cual se compone por:
- Completa y representativa colección de vestidos femeninos de siglo XVIII (Vestido a la Francesa, Inglesa, Polonesa).[21][22]
- Gran colección de chalecos masculinos del siglo XVIII.[21][22]
- Importante y representativa colección de chaquetas masculinas del siglo XVIII.[21]
- Representativa colección de vestuario y documentos del estilo Imperio (principios del siglo XIX).[21]
- Importante y representativa colección de vestidos femeninos[21][22] entre 1850 y 1870s (Estilos Romántico y Postromántico).
- Importante colección de vestidos y accesorios femeninos Belle Époque[21] (zapatos-sombreros, abanicos, ilustraciones) y ropa interior (corsets- polisón).
- Completa y representativa colección de abanicos[21] desde finales del siglo XVII hasta principios del siglo XX (1920). Dentro de esta colección se encuentran abanicos de todas las materialidades, diseños, técnicas y tamaños. Los temas que exponen son muy diversos, contando de forma completa la historia y el desarrollo de este accesorio.
- Piezas de Charles Frederick Worth cuando se asoció con Otto Bobergh, y de Charles Frederick Worth cuando era independiente.[21]
- Gran cantidad de piezas de diseñadores de moda,[21][23] que registra la historia de la moda durante los siglos XX y XXI, considerando los diseñadores más emblemáticos[24] del siglo XX, que siguen influenciando la moda del siglo XXI: Azzedine Alaïa, Balenciaga, Biba, Carven, Jean-Charles de Castelbajac, Roberto Cavalli, Ceil Chapman, Chanel, Christian Lacroix, Comme des Garçons, André Courrèges, Christian Dior, Emilio Pucci, Emanuel Ungaro, Gianfranco Ferré, Giorgio Armani, Givenchy, Issey Miyake, Jacques Heim, Jean Patou, Jean Paul Gaultier, Jeanne Lanvin, Claude Montana, Ossie Clark, Pierre Cardin, Pierre Balmain, Thierry Mugler, Gianni Versace, Vivienne Westwood, Yohji Yamamoto, Yves Saint Laurent, Zandra Rhodes etc.[21]
- La década de los 80s es la que está más representada, siguiéndola las de los años 60s y 70s. De este período el Museo posee una importante cantidad de piezas de Jean Paul Gaultier y de  Christian Dior, Claude Montana, Thierry Mugler, Vivienne Westwood, Yves Saint Laurent, Biba entre otros.[21]
- Más de 400 carteras, desde el siglo XVIII hasta el siglo XXI. La colección de carteras del siglo XX representa todas las décadas y muestra el desarrollo de este accesorio durante el siglo. También hay una importante cantidad de carteras representativas del siglo XIX. Muchas de las piezas de la colección pertenecieron a Raquel Bascuñán Cugnoni, la familia Yarur Bascuñán,[12] Barbara Streisand, Rita Hayworth, Marilyn Monroe, María Callas, Cyd Charisse, etc.[21]
- Importante colección de guantes.[21] Se destacan los guantes del siglo XVII, siendo uno de ellos el que sirvió de inspiración para el logo del Museo. Dentro de la colección podemos resaltar los guantes de Jorge Yarur Banna,[6] Jorge Yarur Bascuñán,[3] Raquel Bascuñán Cugnoni, Cyd Charisse, María Callas, Marilyn Monroe, Madonna, etc.[21]
- Importante colección de zapatos[21] desde el siglo XVIII hasta el siglo XXI, mostrando la evolución de este accesorio desde 1720 hasta la actualidad sin ninguna interrupción. Después de 1900 la colección se subdivide por décadas mostrando una concentración muy grande, en cantidad y modelos, de los años 40s a los 70s.
- Hay registro de personalidades importantes como Barbara Streisand, Madonna, María Callas, Marilyn Monroe, Princesa Lilian de Bélgica, etc.
- Importante colección de sombreros de distintas épocas, técnicas, materialidades y tecnologías.[21] Esta colección tiene una gran variedad de marcas chilenas e internacionales como: Cristian Dior, Jacquesfath, Rose Descat, Maybelle Marie Birch, Givenchy, Rosa Claro, Denise Squiville, Underwood Patricia, Cristobal Balenciaga, Caroline Reboux, Elsa Schiaparelli, Donna Karan, James Lock & Co., Claude Saint-Cyr, Jeanne Lanvin, Viviennne Westwood, Stetson, Carven-modes, Frederick Winfield, Claude Saint Cry, Rose Valois, Jacques Le Corre, Lacoste, Paul Poiret, Mme Jessi Delmas, Nolan Miller, Frank Olive,[25] Emilio Pucci, Madame Suzy, Maison Lewis, Gilbert Orcel, Jean Barthet, Yves Saint Laurent, Nina Ricci, Kenzō Takada, entre otros.
- Importante y representativa colección de moda Infantil desde siglo XVIII hasta la actualidad.
- Importante colección de íconos de la música[21] como: Frank Sinatra, María Callas, Elvis Presley, John Lennon, Brian Jones, Mick Jagger, Jimmy Hendrix, Tony Stevens, Elton John, Paul David Hewson, Dave Howell Evans, Steven Tyler, Michael Jackson, Sid Vicious, Madonna, Kurt Cobain y Amy Winehouse. Dentro de esta colección destacan por la cantidad de artículos, Madonna, María Callas y Elvis Presley.
- Importante colección de íconos de cine y de televisión[26][22][27] (principalmente de Estados Unidos y en particular de Hollywood) como Douglas Fairbanks, uno de los actores más grandes de Hollywood durante la década de 1910, de Carole Lombard, actriz de Hollywood durante los últimos años 30s, de Clark Gable, clasificado por The American Film Institute como el séptimo actor más importante del cine clásico americano, de Joan Crawford, clasificada por The American Film Institute como la décima actriz más importante del cine clásico americano, de Olivia de Havilland, actriz de la época de oro de Hollywood y de Esther Williams, famosa actriz por sus musicales con espectáculos acuáticos. Luego siguen actores estadounidenses como Natalie Wood, Marilyn Monroe, Rock Hudson, Janet Leigh, Joan Collins,[27] Angie Dickinson, Michael J Fox, Matt Damon y Health Ledger que forman parte de un gran mosaico artístico y cultural durante la segunda mitad del siglo XX.
- El Museo tiene la más grande colección de artículos de Marilyn Monroe.[26] De hecho la exposición de 2016[28] se realizó con piezas propias del Museo de la Moda.
- El Museo posee piezas de cuatro princesas importantes por su influencia a la sociedad y a la historia de la Moda: La colección de la Princesa Diana de Gales es una de las más grandes e importantes del mundo. Muchas de estas piezas han participado en exposiciones muy importantes en el Kensington Palace[29]-Historic Royal Palaces de Inglaterra, en el Musée des Arts Décoratifs de Francia, en el Château d'Haroué de Francia, en el Museum of Design Atlanta y en el Queen Mary Cruise Ship.
- Además hay una colección muy grande de piezas de la Princesa Lilian de Bélgica desde el 1950 hasta 1960, unas piezas de la Princesa Soraya de los años 50s y de la Princesa Grace Kelly con un vestido de Christian Dior de 1965.

Entre las piezas célebres que posee el Museo de la Moda se encuentran:
- El vestido rojo que usó Marilyn Monroe en 1956 para el estreno de la obra teatral Panorama desde el puente.[30]
- El traje de novia con el que la actriz Elizabeth Taylor se casó por segunda vez con Richard Burton en 1975.[31]
- El vestido negro que lució la princesa Diana de Gales en 1981 después de anunciar su compromiso con el príncipe Carlos.[30]
- El corsé de pechos cónicos diseñado por Jean Paul Gaultier que la cantante Madonna vistió en su gira Blond Ambition Tour de 1990.[32]
- Uno de los atuendos usados por la actriz Joan Collins en la serie Dinastía.[32][16]
- La chaqueta de estilo militar que lució el músico John Lennon en la portada de la revista Life en 1966.[1]
- El vestido blanco que usó la cantante Amy Winehouse en la cubierta de su álbum de 2006 Back to Black.[33]
- La chaqueta de terciopelo verde que vistió el músico Kurt Cobain en el concierto Live and Loud en 1993.[34]
- El vestido metálico que usó Raquel Argandoña en el Festival de la Canción de Viña del Mar en 1981, adquirido a través de un remate a beneficio de la Teletón del año 2008.[35]

### Colección Documental
La Colección Documental tiene más de 10 000 piezas y cerca de 4500 bocetos e ilustraciones de moda, principalmente de los siglos XVIII, XIX y XX. 
En la Colección Documental se coleccionan los documentos considerados relevantes, que describan la historia y la evolución, tanto nacional como internacional, de los siguientes temas: La moda y sus diversas manifestaciones durante los siglos XVII, XVIII, XIX, XX y XXI, mundo del cine, mundo de la música, guerras mundiales, fútbol, tenis y objetos patrimoniales de la familia Yarur Bascuñán.
Las materialidades establecidas son: catálogos (papel y tintas), discos de vinilo, video Home System o VHS (cinta magnética y plástico), discos compactos (policarbonato de plástico y aluminio), digital versátil Disc o DVD (policarbonato de plástico y aluminio), pósteres (Papel y/o Tela y tintas), revistas (papel y tintas), libros (Papel y tintas), fotografías color y monocromo (papel y emulsión fotográfica), diapositivas y negativos (plástico y emulsión fotográfica), pinturas (tela, madera y pigmentos), grabados (papel y tintas), postales fotográficas (papel y emulsión), postales impresas (Papel y tintas), álbumes fotográficos (papel, cartón y emulsión), daguerrotipos (cuero, madera, tela, placa metálica, vidrio y sales de yodo o mercurio), ambrotipos (cuero, madera, placa de vidrio, laca y sales plata), mapas (papel y tintas), planos ( papel y tintas), películas (celuloide) entre otros. 
El periodo histórico que albarca la colección es desde el siglo XVII hasta el siglo XXI. 
Dentro de los destacados tenemos bocetos e ilustraciones de Sergio Matta, Jacques Heim, Erté (Romain de Tirtoff), Eloise Jensen, Edith Head, Casa Dior, Agnes de Croll, Jean Louis Scherrer, Marcel, Nina Ricci, Jean Desses, Charles Pillate, Lucien Lelong, Jeanne Lanvin, Paul Poiret, Jeanne Paquin, Casa Worth, Elsa Schiapparelli, Maggy Rouff etc.
Además se encuentran documentos de la época del renacimiento como el Emblemata, Viri Clarissimi D. Andreae Alciati Iurisconsultiss. Mediol. Ad D. Chonradum Peutingerum Augustanum, Iurisconsultum Emblematum Liber, 1564 y el Discorso sopra il giuoco del calcio fiorentino del Puro Accademico Alterato. In Firenze: nella Stamperia de' Giunti, 1580.
Hay piezas especiales de épocas más tempranas (desde el siglo V a. C.) de la cultura griega, romana, china, japonesa, hindú y árabe.

### Colección deportiva
El Museo contiene también una gran colección deportiva, especializada en fútbol y tenis. Entre las piezas destacadas está la más grande colección de camisetas de Maradona y una amplia colección de vestuario femenino y masculino de tenis. En el año 2011 el Museo de la Moda adquirió las puertas del mítico Estadio Wembley de Inglaterra (1923-2002).

## Exposiciones
El Museo de la Moda desde 2007 ha realizado varias exposiciones culturales de alta calidad que han permitido la difusión de su patrimonio hacia la sociedad. Cada exposición sigue criterios profesionales establecidos por normas y cartas internacionales, respondiendo a su misión didáctica y educativa:
1. Vistiendo el Tiempo[37] (3 de julio de 2007-18 de abril de 2008)
2. Tenis I[37]  (3 de julio de 2007-18 de marzo de 2008)
3. Íconos de la Música I[38] (26 de marzo-18 de abril de 2008)
4. Diana, Inspiración para una Nueva Generación[39] (8 de mayo-17 de agosto de 2008)
5. Guerra y Seducción[40] (10 de octubre de 2008-22 de septiembre de 2009 )
6. Tenis II[41] ( 6 de enero-20 de junio de 2009)
7. Íconos de Música II: Michael Jackson (1-21 de octubre de 2009)
8. El Mundial de Fútbol 1962[42] (18 de diciembre de 2009-Julio 2009)
9. Leyendas ( 9-16 de septiembre de 2010)
10. Volver a los ’80 I[43] ( 1 de junio de 2010-13 de marzo de 2011)
11. Volver a los ’80 II[44] (26 de abril de 2011-30 de diciembre de 2012)
12. Body Map (29 de abril-13 de noviembre de 2011)
13. Íconos de la música III: Michael Jackson[45] (18 de mayo-el 29 de junio de 2012)
14. Tenis III[46] (22 de noviembre de 2013-1 de febrero del 2014)
15. Chile y los Mundiales[47] (3 de junio de 2014-21 de diciembre de 2014)
16. Mad Men, Testimonio de una Época[48] ( 12 de septiembre-7 de noviembre de 2015)
17. Pelé, el Rey del Fútbol[49] ( 16 de abril-20 de mayo de 2016 )
18. Marilyn Monroe[50] (1 de junio – 2 de octubre de 2016)
19. Marco Correa Archivado el 7 de noviembre de 2017 en Wayback Machine.: Identidad Nacional (29 de junio de 2017-14 de enero de 2018)
20. Recordando a Diana (31 de agosto de 2017-14 de enero de 2018)
21. Gran Showman[51] (21 de diciembre de 2017- 10 de enero de 2018)
22. Siendo el Futuro: 1889-1918/1989-2018[52] ( 10 de abril de 2018-30 de septiembre de 2018)
23. Sharon Tate: celebrando su vida[53] (11 de octubre de 2018-4 de noviembre de 2018)
24. Kurt Cobain: más allá de la música[54] ( 20 de octubre de 2018-20 de enero de 2019)